# 名偵探柯南：銀翼的奇術師
《名偵探柯南：銀翼的奇術師》，是日本漫画家青山剛昌漫画系列《名偵探柯南》的第8部剧场版，片長108分鐘。2004年4月17日在日本上映，在日本有28億日圓的票房收益。

## 本作特色
- 本作是怪盗基德和中森銀三第二次在劇場版中登場，也是怪盗基德揭曉其真實身份黑羽快斗後的第一次登場。
- 本作是怪盜基德第二次易容成工藤新一。
- 江戶川柯南在本作中藉妃英理進行推理。
- 本片中飛機緊急降落的場景取自北海道室蘭市崎守碼頭。

## 劇情簡介
某一天，毛利小五郎收到了舞台劇演員牧樹里關於《怪盜基德》預告信的委託，預告信上寫著“羅密歐·朱麗葉·維克托·布拉沃”等字样 。目標是「命運的寶石」藍寶石戒指，小五郎推斷基德正在戲劇《约瑟芬》（讲述拿破仑妻子的一生）的最後一幕中抢走戒指，在牧樹里的要求下，他们前往位于汐留的剧院。
一行人在劇院遇見了中森警官，並得知工藤新一已經作為助手來到了。柯南指出這個新一是基德的偽裝，但中森警官在捏过脸后表示否认，柯南只能认为是基德和新一太像而选择观望。在戲劇的最後，柯南看到基德溜了出來，并一路跟踪他到楼顶。两人交手几个回合后，柯南假装失足坠落，实际用背包式滑翔伞一路跟随基德，但最终还是让基德乘坐懸掛式滑翔機逃跑了。
「命運的寶石」終究是保護住了，牧樹里為了表示感謝，邀請毛利偵探等人一起前往北海道函館的別墅度假。《约瑟芬》的演員成澤文二郎、田島天子、演員兼導演伴亨、牧樹里經紀人矢口真佐代、化妝師酒井夏樹以及原定因病缺席的演員新莊功同行，柯南昨天對基德的行為感到好奇，意識到基德的预告信實際上代表北约語音代碼。机上的牧樹里吃了矢口真佐代的巧克力，死於氰化物中毒，而同樣吃巧克力的小五郎並沒有發現任何異常。柯南本打算借小五郎之口推理，却不慎射中妃英理，只好将错就错开始推理。
柯南认为罪魁禍首是酒井夏樹，她知道牧樹里每次在飛機上都會“通耳朵”调节耳内压强，所以她把混合了毒藥的粉底塗在她的鼻子上，使树里在通耳朵时捏鼻子沾上，然後借树里吃巧克力时舔手指的习惯，将粉底里的毒药送入树里口中。酒井夏樹的犯罪動機是牧樹里毀了她在好萊塢的工作，而她這樣做的原因並不是因為她需要夏樹作為化妝，而是因為她只是想把夏樹當作同伴不愿放走。
謀殺案告破了，但机长和副驾驶却因树里曾让他们亲吻她的手背而中毒，无法驾驶飞机。此时一直沉默的新莊功主動提出接手，並任命柯南為他的助手。柯南指出新莊是喬裝的基德，真正的新莊先到了別墅，偽裝成基德來娛樂，當基德親吻牧樹里的手時，他已經知道放入嘴裡的星藍寶石是假的。柯南和基德聯繫控制塔後試圖降落在函館機場，但由於閃電，自動駕駛儀發生故障，他們被迫复飞，此时強風又導致飛機失去平衡後撞上塔台，一架引擎掉落到地面並爆炸，并引发连锁反应，導致跑道無法使用。
此时飛機的燃油僅夠再飛行約10分鐘，無線電網路也被切斷。柯南前往室蘭的崎守碼頭作為另一個著陸目的地，但基德因強風而嚴重打擊了他的手臂，無法操作著陸，因而要小兰代替操作，园子则自愿留下陪同。
柯南看到小蘭一臉焦急，走出駕駛艙，用新一的聲音打机内电话鼓勵她，但小蘭質疑新一的真實意圖，並向她表達了自己的感情。此时小蘭發現地面上有一條光帶在移動，這是基德引诱警車到此，实际是用警车的紅燈作為码头的照明。小蘭在新一的指示下與鈴木園子合作成功著陸。
落地後，小蘭被偽裝成救護人員的基德找到，但她在与柯南（用新一的声音）通话时，却说在飛機上與她通電話的新一是喬裝的基德。

## 登場人物

### 原作角色
| 角色         | 配音       | 配音     | 配音     | 簡介 |          |
| 角色         | 日本       | 臺灣     | 香港     | 簡介 |          |
| 主要角色     | 主要角色   | 主要角色 | 主要角色 | 主要角色 | 主要角色 |
| ------------ | ---------- | -------- | -------- | --- | -------- |
| 江户川柯南   | 高山南     | 蔣篤慧   | 周恩恩   | 本作品男主角，原高中生名偵探工藤新一，被黑暗組織的琴酒灌下毒藥而縮小身體變成小孩，後化名為江戶川柯南，寄住在毛利家中並暗中調查黑暗組織。  |          |
| 工藤新一     | 山口勝平   | 劉傑     | 李家傑   | 本作品男主角，原高中生名偵探工藤新一，被黑暗組織的琴酒灌下毒藥而縮小身體變成小孩，後化名為江戶川柯南，寄住在毛利家中並暗中調查黑暗組織。  |          |
| 怪盜基德     | 山口勝平   | 官志宏   | 李家傑   | 第二代怪盗基德 江古田高中的学生，其实是國際通緝犯第1412号，與柯南的關係既是對手又是合作者。《神偷怪盜》主角，於《名偵探柯南》中客串出場。 |          |
| 毛利蘭       | 山崎和佳奈 | 魏晶琦   | 劉惠雲   | 本作品女主角，新一的青梅竹馬，運動神經發達，擅長空手道，曾獲得全國高中空手道關東大賽的冠軍。                                              |          |
| 毛利小五郎   | 神谷明     | 官志宏   | 黃志明   | 小蘭的父親，英理的丈夫，私家偵探，外號沉睡小五郎，原刑警，辭職後在家開設毛利偵探事務所。                                                  |          |
| 朋友相關角色 |            |          |          | |          |
| 鈴木園子     | 松井菜櫻子 | 陶敏嫻   | 莊巧兒   | 小蘭的好友兼同學，鈴木財團的二千金，時常邀請毛利家參加各式的宴會活動，與京極真是情侶關係。                                                |          |
| 妃英理       | 高島雅羅   | 蔣篤慧   | 曾月娥   | 小蘭的媽媽，小五郎的妻子。有著法庭女王之稱的律師，並開設妃律師事務所，至今從未輸過任何一場官司。                                          |          |
| 阿笠博士     | 緒方賢一   | 徐健春   | 周永光   | 工藤家的鄰居兼好友，科學家兼發明家，會發明出一些道具讓柯南在案件中使用，在灰原哀逃離黑暗組織後收留她。                                    |          |
| 灰原哀       | 林原惠     | 魏晶琦   | 鄧潔麗   | 柯南的搭檔兼好友，本名宮野志保，原黑暗組織科學家雪莉。吃下毒藥而縮小身體，逃離組織後寄住在阿笠家中，並化名灰原哀。                        |          |
| 吉田步美     | 岩居由希子 | 陶敏嫻   | 莊巧兒   | 三人為帝丹小學一年級生，後來與轉學生柯南和灰原一同組成少年偵探團。                                                                        |          |
| 圓谷光彥     | 大谷育江   | 魏晶琦   | 曾月娥   | 三人為帝丹小學一年級生，後來與轉學生柯南和灰原一同組成少年偵探團。                                                                        |          |
| 小岛元太     | 高木涉     | 劉傑     | 陳志強   | 三人為帝丹小學一年級生，後來與轉學生柯南和灰原一同組成少年偵探團。                                                                        |          |
| 警察相關角色 |            |          |          | |          |
| 中森銀三     | 石塚運升   | 劉傑     | 陳志強   | 警部 警視廳搜查二課的警官，以逮捕怪盜基德為目標，在這20年來已累積不少辦案經驗。《神偷怪盜》要角，於《名偵探柯南》中客串出場。             |          |
| 目暮十三     | 茶風林     | 徐健春   |          | 警部 警視廳搜查一課的警官，曾是毛利小五郎的上司，經常在兇案現場要求部下調查相關證據。                                                     |          |
| 白鳥任三郎   | 井上和彥   | 官志宏   |          | 警部 警視廳搜查一課的警官，出身於豪門。                                                                                                   |          |
| 高木涉       | 高木涉     | 劉傑     | 陳志強   | 巡查部長 警視廳搜查一課的刑警，會聽小孩的意見，與少年偵探團關係極好，與佐藤美和子是情侶關係。                                             |          |
| 紺野         | 松本保典   | 官志宏   |          | 中森警部的部下。《神偷怪盜》配角，於《名偵探柯南》中客串出場。                                                                            |          |

### 本作角色
| 角色       | 配音              | 配音           | 配音     | 簡介 |          |
| 角色       | 日本              | 臺灣           | 香港     | 簡介 |          |
| 本作要角   | 本作要角          | 本作要角       | 本作要角 | 本作要角 | 本作要角 |
| ---------- | ----------------- | -------------- | -------- | --- | -------- |
| 酒井夏樹   | 冰上恭子          | 魏晶琦         | 曾月娥   | 26歲，為牧樹里工作的化妝師，本作中殺人案件的兇手。因牧樹里阻撓其向好萊塢發展之機會，平時甚至被當作傭人，因此產生殺意。                                                                            |          |
|            | 三木眞一郎        | 官志宏         |          | 28歲，舞台劇演員，飾演約瑟芬的情人伊波利特·夏爾。原本應牧樹里的要求，佯稱自己生病而不參加慶功宴，實際上先在函館假扮成怪盜基德，但因此反遭到怪盜基德假扮，甚至因為自己假扮怪盜基德差點被警方逮捕。 |          |
| 牧樹里     | 戶田惠子          | 陶敏嫻         | 鄧潔麗   | 37歲，舞台劇演員，飾演約瑟芬。藍寶石戒指「命運的寶石」的擁有者，怪盜基德原欲竊取其擁有的藍寶石戒指，後因發現寶石是贗品而作罷。本作中的殺人案件被害者。                                            |          |
| 伴亨       | 柴田秀勝          | 徐健春         | 周永光   | 45歲，舞台劇導演兼演員，飾演保羅·巴拉斯。 |          |
| 成澤文二郎 | 森功至            | 劉傑           |          | 34歲，舞台劇演員，飾演拿破崙。 |          |
| 田島天子   | 島津冴子          | 蔣篤慧         | 劉惠雲   | 36歲，舞台劇演員，飾演約瑟芬的好友泰瑞莎·塔莉安。 |          |
| 矢口真佐代 | 久川綾            | 魏晶琦         | 莊巧兒   | 32歲，牧樹里的經紀人。 |          |
| 其他配角   |                   |                |          | |          |
| 大越       | 井原啓介          | 徐健春         | 周永光   | 42歲，天空日本航空865號班機機長。 |          |
| 中屋       | 中村大樹          | 官志宏         |          | 34歲，天空日本航空865號班機副機長。 |          |
| 進藤玲子   | 引田有美          | 陶敏嫻         | 鄧潔麗   | 28歲，天空日本航空865號班機空服員。負責機內廣播。 |          |
| 三澤千秋   | 伊倉一恵          | 魏晶琦／蔣篤慧 | 曾月娥   | 25歲，天空日本航空865號班機空服員。為乘客提供飲料和糖果、為小五郎準備啤酒、以及幫駕駛員送咖啡。                                                                                                   |          |
| 由紀       | 百百麻子          | 蔣篤慧／魏晶琦 |          | 24歲，天空日本航空865號班機空服員。飛機起飛時負責關閉機門。 |          |
| 島岡       | 菅原正志          | 劉傑           |          | 49歲，函館機場管制室的工作人員。 |          |
| 上杉       | 金尾哲夫          | 徐健春         | 李家傑   | 50歲，函館機場管制部長。 |          |
| 村木       | 細井治            | 劉傑           |          | 35歲，函館機場管制官。 |          |
| 石田       | 藤城裕士          | 劉傑           | 李家傑   | 51歲，醫師，天空日本航空865號班機上的乘客。 |          |
| 警備員A    | 卷島直樹          | 徐健春         |          | 汐留景觀大樓警備員。 |          |
| 警備員B    | 神奈延年          | 官志宏         | 李家傑   | 汐留景觀大樓警備員，由怪盗基德假扮。 |          |
| 無線通訊員 | 水內清光 仮屋昌伸 | 劉傑           |          | 東京塔台無線通訊員。 |          |

## 音槳
| 類別   | 曲名        | 作詞     | 作曲     | 編曲  | 演唱     |
| ------ | ----------- | -------- | -------- | ----- | -------- |
| 主題曲 | Dream×Dream | 愛內里菜 | 德永曉人 | corin | 愛內里菜 |

### 原聲帶

#### 歌曲
1. ミッドナイト・ステップ
2. 怪盗キッド出現 (銀翼ヴァージョン)
3. 名探偵コナン メイン・テーマ (銀翼ヴァージョン)
4. 回想・10時間前......
5. 怪盗キッドの予告状 (銀翼ヴァージョン)
6. 謎の26文字
7. 汐留
8. 少年探偵団のテーマ (銀翼ヴァージョン)
9. 力んだ握手
10. 新一登場!?
11. キッドの誘惑
12. 汐留トワイライト
13. クイズ・ナポレオン (「フランス国歌」 アレンジ曲)
14. コナンと警備員
15. 追跡・非常階段
16. コナンVS怪盗キッド (銀翼ヴァージョン)
17. 別荘の人影
18. 蘭の思惑
19. フォネティックコード
20. スカイ・ジャパン865
21. 機上のサスペンス1
22. 機上のサスペンス2
23. 機上のサスペンス3
24. 小五郎の検証
25. コナンのモノローグ
26. 犯人はあなた
27. 告白
28. スカイ・ジャパン865便の危機
29. 揺れる機内
30. やるぞ!
31. コナンのテーマ (銀翼ヴァージョン) 1
32. 空港大爆破
33. 緊急事態発生!
34. どこだどこだ!!
35. 新たな事件
36. コナンのテーマ (銀翼ヴァージョン) 2
37. ぼくがいる (銀翼ヴァージョン) ~コナンのテーマ~
38. 歓喜の時
39. コナン 「ニャロ」
40. ぼくがいる (コナン・ヴァージョン) ~コナンのテーマ~ 【ボーナス・トラック】

## 工作人員
- 原作：青山剛昌
- 監督、分鏡：山本泰一郎
- 脚本：古内一成
- 分鏡協力：大宙征基、西森章
- 演出：山本泰一郎、佐藤千春、菊地康仁
- 人物設定 / 總作畫監督：須藤昌朋
- 作品設計、作画監督：山中純子
- 機械設計、動作、機械作画監督：佐藤千春
- 布局設計、作画監督補：清水義治、牟田清司、糸島雅彦
- 美術監督：涩谷幸弘
- 色彩設計：西香代子
- 色指定：長尾朱美、上村貴子
- 特殊效果：林好美
- 摄影監督：野村隆
- 主標題CG動畫：西山仁
- 剪辑：岡田輝满
- 數字光學録音：西尾昇
- 音響監督：井澤基
- 音響效果：横山正和
- 音響效果助手：横山亚紀
- 音乐：大野克夫
- 故事編輯：飯岡順一
- 制作担当：石山桂一
- 助理製作人：斋藤朋之、北田修一、浅井認
- 動畫製作人：西村政行
- 製作人：諏訪道彦、吉岡昌仁
- 動畫制作：TMS/V1 Studio
- 「名偵探柯南 銀翼的奇術師」製作委員會 
  - 小学馆
  - 读卖电视台
  - 日本电视台
  - ShoPro
  - 东宝株式會社
  - TMS Entertainment
- 結尾撮影協力：室蘭海上保安部、北海道胆振支庁、室蘭市、北海道位置服務、大阪電影委員會、關西國際機場航站樓
- 取材協力：国土交通省東京航空局函館空港事務所、帝国劇場、汐留城市中心、東京公園酒店
- 发行東宝
- 製作委員會：小學館、讀賣電視台、日本電視台、小學館製作、東寶株式會社、TMS Entertainment

## 發行

### 影碟
台灣
- DVD發售：2005年1月26日（發行商：普威爾）
- 藍光發售：2011年9月9日（發行商：普威爾）

香港
- DVD/VCD發售：2007年9月28日（发行商：新一影業）

### 書籍
| 冊數 | 小學館         | 小學館                 | 青文出版社    | 青文出版社            |
| 冊數 | 發售日期       | ISBN                   | 發售日期      | ISBN                  |
| ---- | -------------- | ---------------------- | ------------- | --------------------- |
| 上   | 2004年11月18日 | ISBN 978-4-09-127753-5 | 2005年6月15日 | ISBN 978-986-156207-0 |
| 下   | 2004年12月17日 | ISBN 978-4-09-127754-3 | 2005年6月15日 | ISBN 978-986-156208-7 |

## 外部連結
- 互联网电影数据库（IMDb）上《名偵探柯南：銀翼的奇術師》的资料（英文）
- 名探偵コナン 銀翼の奇術師公式サイト - ウェイバックマシン（2004年6月6日アーカイブ分）
- 名探偵コナン 銀翼の奇術師 （页面存档备份，存于） - トムス・エンタテインメント
- 名探偵コナン 銀翼の奇術師 （页面存档备份，存于） - 東宝
- 名探偵コナン 銀翼の奇術師 （页面存档备份，存于） - allcinema
- 名探偵コナン 銀翼の奇術師 （页面存档备份，存于） - KINENOTE
- 名探偵コナン 銀翼の奇術師 （页面存档备份，存于） - 日本映画データベース
- 名探偵コナン 銀翼の奇術師 （页面存档备份，存于） - 文化庁日本映画情報システム
- Detective Conan Magician of the Silver Sky （页面存档备份，存于） - オールムービー（英語）
- 名探偵コナン 銀翼の奇術師 （页面存档备份，存于） - 映画.com
- 名探偵コナン 銀翼の奇術師 （页面存档备份，存于） - Movie Walker
- 名探偵コナン 銀翼の奇術師 （页面存档备份，存于） - SF MOVIE DataBank